# Santo Antônio do Alegre
Santo Antônio do Alegre, também chamado de Córrego do Alegre, é um distrito do município brasileiro de Inhapim, no interior do estado de Minas Gerais. Segundo o censo demográfico de 2022, realizado pelo Instituto Brasileiro de Geografia e Estatística (IBGE), sua população era de 1 288 habitantes e havia 485 domicílios particulares permanentes ocupados. Possui área de 57,13 km² conforme a Fundação João Pinheiro (FJP).
De acordo com o IBGE, em 2010 a população era de 1 786 habitantes e havia 726 domicílios particulares.
Foi criado pela lei municipal nº 1.328 de 9 de dezembro de 1994. Está localizado na zona rural de Inhapim. O centro do distrito é banhado pelo córrego do Alegre, que dá nome à localidade.